# عاكس كاسغران

صورة توضح طريقة انعكاس الضوء في مقراب كاسغران العاكس.

عاكس كاسغران (بالإنجليزية: Cassegrain reflector)‏ هو مصنوع من نوعين من المرايا الأولى هي مرآة مقعَّرة رئيسيَّة والأخرى هي مرآة مُحدَّبة ثانويَّة. يُستخدم في المقاريب البصرية وهوائيات الراديو.